# Blackwake
Blackwake — многопользовательская компьютерная игра в жанре шутера от первого лица с пиратской тематикой. Представляет из себя шуточное воссоздание корабельных боёв XVIII века между британским и пиратским флотами. Игрок может быть как матросом, так и капитаном корабля.

## Игровой процесс
Blackwake представляет из себя многопользовательский шутер от первого лица.
Игроки делятся на две фракции: пираты и британский флот. Они отличаются лишь своей формой и флагами. После выбора фракции игрок может войти в один из трёх экипажей. Бывают малые и большие экипажи, от их типа зависит размер корабля. Название судна выбирается капитаном. Он и его матросы занимаются всем на корабле: от поддержания на плаву до сражения с огнестрельным оружием. Капитан может управлять кораблём, но матросы не имеют перед ним каких-либо обязательств, а если они захотят сменить капитана, экипаж может провести голосование. Командная работа — важнейший аспект игры.
В игре есть возможность брать вражеский корабль на абордаж. В этом случае команда одного судна должна уничтожить или выкинуть в воду вражескую. Для этого они могут использовать корабельные пушки, а также оружия для ближнего и дальнего боёв, в том числе огнестрел XVIII века.
Blackwake делится на три режима: «Team Deathmatch 3v3», «Capture the booty» и «Siege». Первый режим представляет собой командный Deathmatch: для победы фракции её игроки должны убить как можно больше противников из другой фракции. Второй режим является модифицированным «Capture the flag», в котором роль флага выполняет сундук с сокровищами, находящийся на случайно выбранном острове. Третий режим представляет собой штурм вражеской базы: игроки одной фракции подбираются к вражескому форту, обстреливают его из пушек, после чего высаживаются и вступают в наземное сражение.
Игра происходит в формате матчей, в конце которых игроки выбирают режим следующего. Новая карта и соответствующие ей погодные условия выбираются случайно.
У каждой карты свои погодные условия, влияющие на игру. Например, на зимней карте айсберги могут повреждать корабли, а в открытом море ураганный шторм может буквально сметать экипаж с судов.

## Разработка
13 августа 2013 года на официальном канале разработчика на YouTube появилось видео с тестом разрушения корабля. Уже 11 марта 2014 года вышел трейлер игры. Она называлась Blackwake Dead Marque. Разработчик обещал игрокам шутер от первого лица с симуляцией морских и наземных боёв с мультиплеером, который планировалось довести до 300 человек одновременно.

### Kickstarter
5 ноября 2014 года на Kickstarter появился проект под названием Blackwake — Multiplayer Pirate naval FPS. Была анонсирована первая дата выхода — июнь 2016 года. За месяц разработчик собрал 7683 австралийских долларов из 34 000 запланированных. 9 декабря проект был закрыт.
4 августа 2015 года на Kickstarter появился новый проект — Blackwake [Reboot]. Предполагаемая дата выхода сместилась на август 2016 года. Разработчик запросил 10 000 австралийских долларов, но за время разработки было собрано 170 000 долларов. В феврале 2017 года произведён запуск серверов. 24 февраля игра вышла в Steam в стадии бета-тестирования. 20 февраля 2020 года вышла полная версия игры.

### Разработчик
Mastfire Studios — команда из двух человек: австралийца Тайлера Ньютона и американки Дакоты Уоллс.

## Отзывы и продажи

### Отзывы
Брендан Келдвел из Rock, Paper, Shotgun, обозревая Blackwake в раннем доступе, пишет, что «для игры про уничтожение ваших врагов через облака деревянных щепок, в ней присутствует странный недостаток веселья». Автор статьи отмечает, что веселее играть в команде новичков, чем в команде профессионалов. Он также критикует игру за плохо сделанные хитбоксы и интерфейс.

### Продажи
Летом 2018 года, благодаря уязвимости в защите Steam Web API, стало известно, что точное количество пользователей сервиса Steam, которые играли в игру хотя бы один раз, составляет 546 456 человек. К 20 февраля 2020 года было продано более 1,2 млн. копий игры. Игра вошла в «Топ 20 лучших новых игр февраля 2020 года» в Steam.